# إيوثيكودون

مقياس الرسم يظهر حجم الـ E. brumpti (بني فاتح)

الإيوثيكودون (Euthecodon) هو جنس منقرض من التمساحيات، كان منتشرًا في أنحاء كثيرة في أفريقيا خلال عصر النيوجين، تم اكتشاف الحفريات بشكل خاص في كينيا، ظهر في عصر الميوسين المبكر وانقرض في عصر البليستوسين المبكر.

## وصلات خارجية
- Euthecodon in the Paleobiology Database